# Tikuna
Els Tikuna o Ticuna són un poble amerindi que habita entre el Perú i Manaos (Brasil), i longitudinalment entre el riu Putumayo i l'Amazones, abastant així el trapezi amazònic a Colòmbia i incloent, també, el riu Caquetá. Els tikuna actualment són una tribu integrada per més de 63 mil persones.

## Denominació ètnica
El poble Tikuna ha estat anomenat de diferents formes al llarg de la història. L'any 1693 Acuña es va referir a ells com a “Tipunes”, al 1829 Maw els anomenava “Takuna”, al 1955 Espinoza Perez “Teckuna”, al 1900 Laureano da Cruz com “Jaunas” i al 1961 Tovar els denomina “Tokuna”. Actualment es consideren com a denominacions oficials Magüta, Tucuna, Tikuna i Tukuna, essent el més comú -a causa de la seva permanència al llarg dels anys- l'etnònim de Tikuna. Entre els mateixos Tikuna s'autodenominen Du-ügu, que generalment s'ha traduït com “els de sang” o que ells mateixos tradueixen al castellà com “gent”.

## Idioma
El poble Tikuna parla una llengua tonal, que comparteix diversos trets tipològics amb llengües de la regió, encara que no s'ha pogut detectar un parentesc filogènic clar amb altres llengües de la regió, per la qual cosa la majoria d'experts la consideren una llengua aïllada. No obstant això, alguns l'han associada possiblement dins de les llengües macroarawak. Izaguirre defensà que era la mateixa llengua dels Pevas, però degenerada i Rivet, que era un dialecte de l'Arawak molt corromput. Però finalment es va acabar considerant una llengua aïllada sense relació coneguda amb una família lingüística major.
L'any 2009 el Ministeri de Cultura de Colòmbia i el PPDE (Programa de Protecció de la Diversitat Etnolingüística), amb la corroboració de la UNESCO, van considerar la llengua tikuna com una llengua amenaçada.
Malgrat això, la majoria dels experts consideren que l'anomenada classificació és molt especulativa, donada la poca evidència disponible.

## Història
L'expansió dels omagües (Cocama), poble tupí-guaraní, lligada al tràfic d'esclaus pels colonitzadors portuguesos i holandesos, va obligar els Tikuna a refugiar-se a l'interior de la selva. No obstant això, amb la decadència dels omagües, els quals van quedar relegats a petits enclavaments, els Tikuna van tornar a residir a les riberes dels grans rius. Episodis com ara l'explotació del cautxú o el comerç de la coca han provocat replegaments temporals, però actualment els Tikuna tornen a residir al seu territori tradicional. L'any 1932 va esclatar una guerra entre Colòmbia i Perú i van haver d'emigrar a l'altra banda de l'Amazones. Després, durant els anys seixanta, s'aprecia una gran influència de l'Església catòlica amb la construcció d'escoles. Als anys setanta va haver-hi un augment de població entre el poble Tikuna i es van redistribuir en diferents pobles a l'Amazones.

## Sistema econòmic
Fins a finals del segle XIX vivien a l'interfluvi amazònic i es dedicaven a la caça i a l’horticultura. Als emplaçaments que es troben a les selves viuen de l'horticultura, la pesca i la recol·lecció mentre que els que es troben a la vora dels rius també practiquen el comerç. Normalment tenen una agricultura de tala. Els productes més comuns són la mandioca, el blat, els plàtans i els arbres fruiters.
 S'han desplaçat d'aquestes zones durant els darrers temps sota la pressió d'altres pobles indígenes que fugen de la colonització espanyola, portuguesa...
A inicis del segle XX la majoria es desplaça a les riberes de l'Amazones i reemplacen la caça per la pesca, practicant igualment l'horticultura. El peix és la principal font d'aliment i també de comerç amb altres pobles no indígenes. Pesquen gambitana (Colossoma brachypomus), piraracú (Arapaima gigas), palometa i piranyes. Tradicionalment comerciaven amb eines de caça i verí de dards per caçar, que venien a altres pobles indígenes. Actualment l'objectiu del comerç és obtenir diners per comprar roba, material escolar, sal, sucre, instruments de cuina… Normalment venen bananes, peix, farina de mandioca i fruita. També venen alguns objectes d'artesania als turistes.
Entre la comunitat Tikuna existeix una divisió sexual del treball molt marcada. Els homes s'encarreguen d'aconseguir proteïna animal a través de la pesca i la caça. També construeixen les cases i les eines de caça i pesca i els instruments musicals. Les dones s'encarreguen de la recol·lecció de fruita, plantes i preparen la fruita i les begudes. Els homes fan escultures de fusta i les dones cistells, roba i ceràmica.

## Organització social
L'organització social dels Tikuna s'articula a través de clans patrilineals designats amb el nom genèric kï’a. Dins de cada clan hi ha diverses unitats o subclans. L'assignació clànica es reglamenta per la descendència unilineal agnàtica. La divisió dels diversos clans s'agrupa en dues meitats exogàmiques que oposen les representacions clàniques d'animals i espècies vegetals.
 D'una banda, la condició de cada membre del clan atorga a l'individu una posició social concreta que el fa ser reconegut pel grup. Cada individu pertany simultàniament a una meitat exogàmica, a un clan i a un subclan. D'altra banda, el nom de cada individu permet identificar la persona en totes les seves unitats socials.
En l'actualitat les dinàmiques socioculturals traspassen els límits nacionals tot i estar exposades a les diferències culturals entre nacions. Així doncs, els Tikuna mantenen el seu sistema clànic que representa l'eix de l'organització social i que depèn de la situació d'aliança o conflicte entre grups.
En referència a l'organització política, els caps dels grups locals que governaven les famílies nombroses, es dotaven de poders màgics i eren els encarregats de tractar amb els individus que no pertanyien al grup. Els antics rols polítics eren ocupats pel tó-ü i el yuücü, que adoptaven posicions reconegudes en relació amb la guerra i la defensa de la població. També prenia rellevància la figura del xaman, intermediari entre els humans i el món sobrenatural.
Posteriorment es van dissoldre les maloques clàniques entre 1910 i 1920 a mesura que el contacte amb els blancs es feia més intens. Els patrons van introduir nous papers polítics; els taxáuas a Brasil i els curacas a Perú i Colòmbia. Anteriorment no existia una organització política com a estructura que centralitzava el poder.
A Colòmbia podem situar els “abuelos”, els curacas i els cabildos com a representants d'autoritats Tikuna. A les aldees colombianes Tikuna les funcions polítiques que atenen a la presa de decisions i al control social eren exercides pels “abuelos” que esdevenen caps de famílies patrilinials extenses. Actualment es legitima el paper del Curaca, que representa un mediador entre la societat Tikuna i l'entorn social, polític i nacional, de manera que no adopta el rol de cap que centralitza el poder polític. Altres figures rellevants de control social poden ser els bruixots, els curadors i els xamans. A Brasil se situen els Caps de família i els lideratges dels grups veïnals. Les funcions dels líders dels grups veïnals es basen, d'una banda, en ser el vehicle comunicatiu i els portaveus davant les autoritats oficials (capitans, militars, missioners...). D'altra banda, també organitzen la cooperació entre els diferents grups domèstics i fan de mediadors.

## Cosmologia
El sistema de creences tikuna dota de sentit a la cosmovisió, la noció de corporalitat i la percepció del temps. Les observacions de Jean Pierre Goulardconstaten que els tikuna persegueixen un propòsit col·lectiu en la cerca de la immortalitat que els seus ancestres van perdre.
Els tikuna tenen una concepció del temps i de la història que es vertebra a través de la preocupació pel Ser. La preocupació pel Ser, configura la unicitat del grup sociocultural que es troba dispers arreu d'un territori extens que abraça tres fronteres.
Segons els relats tikuna, l'origen del món estava poblat per tota classe d'espècies vegetals i animals considerats “gent”. Els no humans eren els que no havien conegut aquesta aparença. Un ésser sobrenatural anomenat Ngutapa fa néixer dels seus genolls a dos parells de bessons. Una parella masculina i una parella femenina. La temporalitat orgànica sorgeix a partir dels bessons primordials Joi i Ípi, dels quals Joi és el representant de l'organització, determinant de les lleis i els costums, i Ípi és el representant de la desorganització, i adopta una actitud entremaliada. Els dos germans mantenen una oposició en la seva conducta configurant dualitats enfrontades. Aquesta parella permet ordenar l'univers ritual i estableix els modes de relacionar-se per a la reproducció i el matrimoni. En aquell moment, tots els éssers humans i molts altres eren immortals i eren pescats al riu.
El conflicte entre els germans apareix arran de l'existència de la parella femenina; les germanes dels bessons. Ípi va cometre incest amb la seva germana menor i això va provocar l'aparició de la mortalitat. Alguns es van convertir en mortals i altres en immortals. Els humans que seguien Ípi van deixar de ser immortals i els que van seguir Joi seguien amb la seva condició immortal.
Posteriorment, la germana es casà amb Agutí, un mamífer de la terra, produint-se la primera divisió de la societat tikuna en dues meitats matrimonials. La primera meitat s'associava a les espècies amb plomes i l'altra a les que no tenen plomes. D'aquesta manera s'estableix l'exogàmia entre meitats en els matrimonis tikuna i el repartiment dels clans.
Segons la mitologia, la filla nascuda del primer matrimoni es va casar amb el seu tiet matern anomenat Joi i així va quedar establerta la regla del matrimoni preferencial entre el tiet i la neboda, que és vigent actualment, associada al manteniment de la immortalitat. Però quan Ípi va cometre adulteri mantenint relacions amb l'esposa del seu germà, la mortalitat es va establir en tots els éssers vius i tots van haver d'assegurar-se la subsistència practicant l'horticultura i la caça. A partir d'aquí es produeix la divisió entre la terra calenta, com a resultat de cultivar-la i ser habitada pels mortals, i la terra freda que és el territori exterior a la seva zona de caça on habiten els esperits de la selva i altres éssers immortals que posseeixen “cossos de foc”. L'existència de la mortalitat es converteix en l'inici de la recerca del retorn a la immortalitat i a la transmutació en els cossos de foc.
La representació tikuna sobre el ser i l'individu parteix de l'existència dels homes i dones gràcies a la combinació de tres principis. El primer és el principi corporal, ma-ü̃, que desapareix amb la mort. Aquest és heretat dels pares de l'individu i es correspon amb els seus comportaments, les substàncies consumides, l'entorn social, el clan i la meitat matrimonial de la persona. En suma, permet establir les diferències de comportament entre les persones. El segon és el principi vital a-e que té lloc durant l'existència de l'individu mitjançant uns rituals que marquen distintes fases de l'experiència vital. L'últim és el principi energètic, pora, que permet el creixement corporal i estableix la permanència del cos durant el cicle vital dels homes i les dones. El pora ha de ser realimentat constantment per mitjà de la nutrició i l'exercici. Les quantitats augmenten progressivament fins que a la pubertat capaciten els nois i noies per iniciar la seva sexualitat.
L'individu, és a dir, el si mateix, està constituït i elaborat per l'Altre, ja que el funcionament de la societat es basa en la complementarietat matrimonial i ritual articulada en meitats. L'elaboració del Ser es concep àmpliament en un cos orgànic compartit per éssers de diferents classes (animals, vegetals, humans i entitats) que romanen en constant interacció. La recerca de la immortalitat per part dels tikuna no es basa en la idea de viure després de la mort sinó en la transformació del difunt en un immortal amb cos de foc (ü-üne) que no pot tornar a morir. La idea d'immortalitat s'integra dins del col·lectiu i és una meta conjunta a perseguir. En definitiva, els tikuna representen i tenen una noció del Ser que es basa en la seva reproducció social. Per acabar, la influència de la religió catòlica i protestant és present en la transformació de les seves concepcions vitals produint-se un sincretisme religiós.

## Relacions interètniques
Goulard planteja que els avantpassats dels Tikuna possiblement van poblar zones riberenques, però a causa d'enfrontaments constants amb altres grups indígenes van desplaçar-se a la regió interfluvial. En cedir la pressió a l'arribar els conquistadors espanyols i portuguesos, van poder re-ocupar el seu antic territori.
Al llarg de la conquesta i el procés de colonització els Tikuna van configurar un sistema de relacions amb els grups ètnics veïns. El canvi que es propicià es basava en la transformació de les relacions interètniques en aliances eventuals i hostils. Els Tikuna pertanyien a una extensa xarxa d'intercanvis amazònics en les que el curare esdevenia una moneda apreciada. El curare era un verí que constituïa un objecte d'intercanvi apreciat tant pels pobles indígenes veïns com pels blancs.
La situació politicosocial de la regió va tenir conseqüències en les relacions entre els diferents pobles indígenes, que se sumaven a les relacions conflictives existents. Per exemple, entre els Omagua, que consideraven els Tikuna com a enemics.
Mentrestant els jesuïtes van fundar missions que van permetre una part dels Tikuna establir-se en ple Amazones. La vida dels pobles a la missió va obligar a posar fi a aliances o rivalitats entre indígenes que els unien o els separaven, esdevenint conflictes que ocasionaven l'oposició o la unió d'uns grups envers els altres, com ara els Tikuna i els Caumares.
En suma, l'espai transfronterer va constituir una regió de confluència entre poblacions política i socioculturalment diferenciades sobre una zona territorial d'interès mutu, ocupada pels Tikuna i altres grups indígenes des d'èpoques anteriors a la colonització. Arran de la consolidació de les fronteres nacionals, els Tikuna van veure’s involucrats en processos d'incorporació identitària nacional, promoguts pels respectius Estats, que iniciaren intents per establir divisions identitàries vertebrades en ideologies nacionalistes. No obstant això, actualment existeix una constant interacció transfronterera en la vida quotidiana dels Tikuna en referència amb les distintes pràctiques socioculturals característiques del grup.

## Relacions estatals i internacionals
L'any 1942 l'Estat brasiler va crear la Societat per a la Protecció de l'Indi (SPI) a Tanatinga, on inclouen als Tikuna. A més els Tikuna han format part de la Primera Campanya de l'any 2009 del Ministeri de Cultura de Colòmbia i PPDE (Programa de Protecció de la Diversitat Etnolingüística) on es van realitzar diverses enquestes per saber quin és l'estat de les llengües indígenes i quines mesures es poden prendre per protegir-les.
Per altra banda, han format part d'iniciatives educatives que promouen la formació de ticunes per que siguin ells qui exercissin de professors a les escoles, ja que es creu que tenen un coneixement més pròxim de la cultura i que per tant podran personalitzar més l'aprenentatge.
Els Tikuna que es troben a la regió del Perú participen en un projecte impulsat pel Ministeri de Cultura anomenat Consulta Prèvia que pretén el diàleg entre l'Estat i els pobles indígenes abans d'implementar cap mesura o llei que pugui afectar-los per arribar a acords que no violin els drets col·lectius dels pobles.
Tot i els avanços jurídics dels Tikuna vers l'Estat i els moviments de Drets Indígenes promoguts des de l'ONU, que han ajudat a reconèixer els drets dels Tikuna, aquests encara semblen distants respecte els respectius estats nacionals. És a dir que tot i el contacte i els diàlegs jurídics establerts amb Estat i organitzacions internacionals, segueix vigent una diferenciació entre els estats nació i els Tikuna i altres pobles indígenes.